# Martina Meyer-Heil
Martina Meyer-Heil (* 1961 in Duisburg) ist eine deutsche Künstlerin.

## Leben
Von 1981 bis 1988 studierte Meyer-Heil an der staatlichen Kunstakademie Münster bei Udo Scheel sowie an der Westfälischen Wilhelms-Universität Münster Anglistik bei Herbert Mainusch. 1988 wurde sie zur Meisterschülerin berufen und machte 1992 ihr Examen Freie Kunst (Akademiebrief) an der Kunstakademie Münster.
Seitdem arbeitet Meyer-Heil als freie Künstlerin mit Atelier im „Kunstpalast“ am Hawerkamp in Münster.

## Ausstellungen
Berlin, Bocholt, Bonn, Cloppenburg, Düsseldorf, Duisburg, Emmerich, Gelsenkirchen, Hamm, Hannover, Innsbruck, Köln, Krefeld, Liesborn, Münster, Oberhausen, Oldenburg, Paris, Recklinghausen, Rotterdam, Warendorf, Wilhelmshaven und Wuppertal

## Preise und Stipendien
- 1989 „Karl-Schwesig-Preis“
- 1993 „Stipendium des Künstlerdorfes Schöppingen“[1]
- 1994 „Aldegrever Stipendium“ der Aldegrever Gesellschaft
- 2021  „Corona Förderstipendium“ NRW, Projekt „Lachender Zeitgeist“

## Öffentliche Ankäufe
Städtisches Museum Gelsenkirchen

## Zu ihren Arbeiten
Ihre Arbeiten, seien es Bilder, Bildobjekte oder Plastiken, sind geprägt von archetypischen und existentiellen Situationen. Häufig nimmt sie Bezug auf die antike und die christliche Mythologie, so wie die Literatur – insbesondere die verdichtete Literatur, sprich die Lyrik. Allen Ausdrucksformen gemeinsam ist das Interesse am Dialog: einerseits im Bild selbst und zum anderen in Bezug auf die äußeren Form. Innerhalb der Arbeiten bringen dialogische Strukturen Ambivalenz und Vieldeutigkeit hervor. Auf die äußere Form bezogen nehmen sie in ihren Antwort-Bildern Gestalt an. Seit 2004 tragen alle weiblichen Figuren ihr Gesicht. Ihre plastischen Arbeiten begleiten ihre Malerei bereits seit Anfang ihres Studiums. Sie hat immer wieder Kleinplastiken modelliert – seit zwei Jahren hat sie auch das größere Format in der Plastik erobert, vornehmlich die Kopfplastik. Ihre erste Bronzeplastik entstand 2011 als Entwurf für das Mahnmal der Opfer der Loveparade in Duisburg. 2013 entstand die Bronzeplastik „Caput Medusae“ (Das Haupt der Medusa). Im Corona Jahr 2021 legt Martina Meyer-Heil in ihrem künstlerischen Schaffen den Schwerpunkt auf das Modellieren von Kopfplastiken. Es entstehen der kleine und der große „Lachende Zeitgeist“. Beide Arbeiten sind in Aluminium gegossen und hochglanzpoliert, so dass sich eine Entmaterialisierung einstellt, in dem sich  das jeweilige Umfeld im Zeitgeist widerspiegelt und sich die Plastik  in ihm auflöst.
Weitere im Jahr 2021 entstandene Plastiken sind „Schlafes Tochter“, „Di Mare“ und „Die kleine Unsterblichkeit“ (inspiriert durch Ulrich Horstmann).